# Willy Schapiro
Pour les articles homonymes, voir Schapiro.
Salomon Wolf Willy Schapiro (ou Szapiro), né le 25 mai 1910 à Skała en Pologne et mort le 21 février 1944, fusillé au Mont-Valérien, est un juif polonais, soldat volontaire des FTP-MOI au sein du Groupe Manouchian-Boczov-Rayman  des FTP-MOI de la région parisienne, dont une dizaine avaient leur portrait sur l'Affiche rouge.

## Jeunesse
Willy Chapiro quitte la Pologne vers 1930 et émigre en Palestine. Ayant pris contact avec le parti communiste, il développa une organisation ouvrière dont le but était de chasser la puissance britannique qui contrôlait alors la région depuis le démantèlement de l'empire ottoman en 1918. Ses activités provoquent son arrestation puis son expulsion. Il émigre ensuite en Autriche de 1933 à 1939.

## Seconde Guerre mondiale
En 1938, lors de l'Anschluss, Willy Chapiro s’enfuit à Paris où il travaille chez un fourreur. Il organise la lutte syndicale dans les ateliers de fourrure, allant jusqu'à des actions de sabotage des machines.
En juillet 1943, il est muté au 2e détachement des FTP-MOI, puis dans le 4e chargé du sabotage des voies ferrées. Il prend part le 11 octobre 1943 à une tentative de sabotage de la voie ferrée sur la ligne de Châlons-sur-Marne. il fait partie de l'équipe de six combattants qui sabote dans la nuit du 25 au 26 octobre 1943 la voie ferrée sur la ligne Paris-Troyes dans l'arrondissement de Mormant en Seine-et-Marne.
Il est arrêté le 27 octobre 1943 lors d'une attaque contre un convoi militaire allemand. Battu, torturé, il ne livre aucune information sur son réseau. Condamné à mort par l'occupant, il est fusillé au fort du Mont-Valérien le 21 février 1944 avec les 21 membres de l'Affiche rouge,,.

## Divers
- Profession : Ouvrier fourreur et militant syndical.
- Lieu d'habitation : Paris 9e

## Distinctions et hommages
La mention Mort pour la France lui est attribuée par le ministère des Anciens Combattants en date du 28 juin 1971.
Le 21 février 2024, il est cité « Mort pour la France », ainsi que ses 23 autres camarades, avec l'entrée de Missak et de Mélinée Manouchian lors de la cérémonie de panthéonisation en présence d'Emmanuel Macron, président de la République française. Une plaque portant son nom et ceux des 23 résistants du groupe Manouchian est apposée au Panthéon. Son portrait figure avec les autres camarades du groupe des FTP-MOI de l'Ile-de-France.

## Décoration
- Médaille de la Résistance française, décernée à titre posthume par le décret du 31 mars 1947[8].

## Liste des membres du groupe Manouchian exécutés

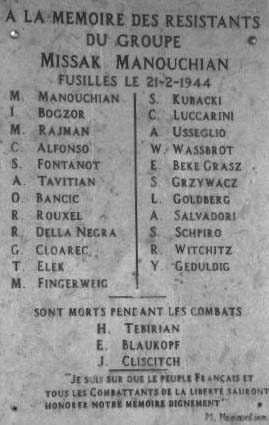
Mémorial de l'Affiche rouge à Valence.

La liste suivante des 23 membres du groupe Manouchian exécutés par les Allemands signale par la mention (AR) les dix membres que les Allemands ont fait figurer sur l'Affiche rouge :
- Celestino Alfonso (AR), Espagnol, 27 ans
- Olga Bancic, Roumaine, 32 ans (seule femme du groupe, guillotinée en Allemagne le 10 mai 1944)
- Joseph Boczov [József Boczor; Wolff Ferenc] (AR), Hongrois, 38 ans - Ingénieur chimiste
- Georges Cloarec, Français, 20 ans
- Rino Della Negra, Italien, 19 ans
- Thomas Elek [Elek Tamás] (AR), Hongrois, 18 ans - Étudiant
- Maurice Fingercwajg (AR), Polonais, 19 ans
- Spartaco Fontanot (AR), Italien, 22 ans
- Jonas Geduldig, Polonais, 26 ans
- Emeric Glasz [Békés (Glass) Imre], Hongrois, 42 ans - Ouvrier métallurgiste
- Léon Goldberg, Polonais, 19 ans
- Szlama Grzywacz (AR), Polonais, 34 ans
- Stanislas Kubacki, Polonais, 36 ans
- Cesare Luccarini, Italien, 22 ans
- Missak Manouchian (AR), Arménien, 37 ans
- Armenak Arpen Manoukian, Arménien, 44 ans
- Marcel Rayman (AR), Polonais, 21 ans
- Roger Rouxel, Français, 18 ans
- Antoine Salvadori, Italien, 24 ans
- Willy Schapiro, Polonais, 29 ans
- Amedeo Usseglio, Italien, 32 ans
- Wolf Wajsbrot (AR), Polonais, 18 ans
- Robert Witchitz (AR), Français, 19 ans